# منتخب أوكرانيا لكرة اليد الشاطئية
منتخب أوكرانيا لكرة اليد الشاطئية هو ممثل أوكرانيا الرسمي في المنافسات الدولية في كرة اليد الشاطئية .